# Bernt Evensen
Bernt Sverre Evensen (Oslo, 8 april 1905 — aldaar, 24 augustus 1979) was een Noors langebaanschaatser.
Bernt Evensen won op de Olympische Winterspelen van 1928 in Sankt Moritz als eerste Noorse schaatser een Olympische gouden medaille. Hij werd op de 500 meter gedeeld eerste met de Finse schaatser Clas Thunberg. Bovendien won hij de zilveren medaille op de 1500 meter en een bronzen op de 5000 meter. Hij stond zelfs op een tweede plaats op de 10.000 meter, met slechts 0,1 seconden achterstand op Irving Jaffee, toen de wedstrijd afgelast werd wegens de invallende dooi. Vier jaar later won hij op de Winterspelen van 1932 in Lake Placid nog een zilveren medaille op de 500 meter. Evensen was met deze medaille, samen met landgenoot Ivar Ballangrud, de enige Europese medaillewinnaar. Dit was voornamelijk toe te schrijven aan de Amerikaanse manier van starten bij het schaatsen. De wedstrijden werden verreden in packstyle, waarbij alle rijders tegelijk in de baan zijn.
Naast Olympisch succes boekte Evensen ook succes op de Allround kampioenschappen, zo werd hij Europees kampioen in 1927 en tweemaal tweede (1928, 1935). Wereldkampioen werd Evensen in 1927 en 1934, bovendien won hij eenmaal zilver (1931) en driemaal brons (1926, 1928 en 1932).

## Resultaten
| Jaar | EK Allround | WK Allround | Olympische Spelen            |
| ---- | ----------- | ----------- | ---------------------------- |
| 1925 |             | 14e         |                              |
| 1926 |             | Brons       |                              |
| 1927 | Goud        | Goud        |                              |
| 1928 | Zilver      | Brons       | 500m · 1500m · 5000m         |
| 1929 |             |             |                              |
| 1930 |             |             |                              |
| 1931 | 4e          | Zilver      |                              |
| 1932 |             | Brons       | 500m · 6e 5000m · 6e 10.000m |
| 1933 |             | NC19        |                              |
| 1934 |             | Goud        |                              |
| 1935 | Zilver      |             |                              |

NC19 = niet gekwalificeerd voor de laatste afstand, maar wel als 19e geklasseerd in de eindrangschikking

### Medaillespiegel
| Kampioenschap     | Goud · | Zilver · | Brons · |
| ----------------- | ------ | -------- | ------- |
| EK Allround       | 1      | 2        | 0       |
| WK Allround       | 2      | 1        | 3       |
| Olympische Spelen | 1      | 2        | 1       |

## Persoonlijk records
| Afstand      | Tijd    | Datum            | Baan  |
| ------------ | ------- | ---------------- | ----- |
| 500 meter    | 43,2    | 13 januari 1934  | Davos |
| 1000 meter   | 1.31,9  | 12 februari 1937 | Oslo  |
| 1500 meter   | 2.20,6  | 4 februari 1928  | Davos |
| 3000 meter   | 5.01,0  | 6 januari 1934   | Oslo  |
| 5000 meter   | 8.36,7  | 14 januari 1934  | Davos |
| 10.000 meter | 17.30,2 | 5 februari 1928  | Davos |

1924: Charles Jewtraw ·
1928: Clas Thunberg/Bernt Evensen ·
1932: Jack Shea ·
1936: Ivar Ballangrud ·
1948: Finn Helgesen ·
1952: Ken Henry ·
1956: Jevgeni Grisjin ·
1960: Jevgeni Grisjin ·
1964: Richard McDermott ·
1968: Erhard Keller ·
1972: Erhard Keller ·
1976: Jevgeni Koelikov ·
1980: Eric Heiden ·
1984: Sergej Fokitsjev ·
1988: Uwe-Jens Mey ·
1992: Uwe-Jens Mey ·
1994: Aleksandr Goloebev ·
1998: Hiroyasu Shimizu ·
2002: Casey FitzRandolph ·
2006: Joey Cheek ·
2010: Mo Tae-bum ·
2014: Michel Mulder ·
2018: Håvard Holmefjord Lorentzen ·
2022: Gao Tingyu
Onofficiële Europese kampioenschappen

1891: Onbeslist ·
1892: Onbeslist · 
1946: Göthe Hedlund 

Officiële Europese kampioenschappen

1893: Rudolf Ericson · 
1894: Onbeslist ·
1895: Alfred Næss · 
1896: Julius Seyler · 
1897: Julius Seyler · 
1898: Gustaf Estlander · 
1899: Peder Østlund · 
1900: Peder Østlund · 
1901: Rudolf Gundersen · 
1902: Johan Schwartz · 
1903: Onbeslist ·
1904: Rudolf Gundersen · 
1905: Johan Vikander · 
1906: Rudolf Gundersen · 
1907: Moje Öholm · 
1908: Moje Öholm · 
1909: Oscar Mathisen · 
1910: Nikolaj Stroennikov · 
1911: Nikolaj Stroennikov · 
1912: Oscar Mathisen · 
1913: Vasilij Ippolitov · 
1914: Oscar Mathisen · 
1922: Clas Thunberg · 
1923: Harald Strøm · 
1924: Roald Larsen · 
1925: Otto Polacsek · 
1926: Julius Skutnabb · 
1927: Bernt Evensen · 
1928: Clas Thunberg · 
1929: Ivar Ballangrud · 
1930: Ivar Ballangrud · 
1931: Clas Thunberg · 
1932: Clas Thunberg · 
1933: Ivar Ballangrud · 
1934: Michael Staksrud · 
1935: Karl Wazulek · 
1936: Ivar Ballangrud · 
1937: Michael Staksrud · 
1938: Charles Mathiesen · 
1939: Alfons Bērziņš · 
1947: Åke Seyffarth · 
1948: Reidar Liaklev · 
1949: Sverre Farstad · 
1950: Hjalmar Andersen · 
1951: Hjalmar Andersen · 
1952: Hjalmar Andersen · 
1953: Kees Broekman · 
1954: Boris Sjilkov · 
1955: Sigge Ericsson · 
1956: Jevgeni Grisjin · 
1957: Oleg Gontsjarenko · 
1958: Oleg Gontsjarenko · 
1959: Knut Johannesen · 
1960: Knut Johannesen · 
1961: Viktor Kositsjkin · 
1962: Robert Merkoelov · 
1963: Nils Egil Aaness · 
1964: Ants Antson · 
1965: Eduard Matoesevitsj · 
1966: Ard Schenk · 
1967: Kees Verkerk · 
1968: Fred Anton Maier · 
1969: Dag Fornæss · 
1970: Ard Schenk · 
1971: Dag Fornæss · 
1972: Ard Schenk · 
1973: Göran Claeson · 
1974: Göran Claeson · 
1975: Sten Stensen · 
1976: Kay Arne Stenshjemmet · 
1977: Jan Egil Storholt · 
1978: Sergej Martsjoek · 
1979: Jan Egil Storholt · 
1980: Kay Arne Stenshjemmet · 
1981: Amund Sjøbrend · 
1982: Tomas Gustafson · 
1983: Hilbert van der Duim · 
1984: Hilbert van der Duim · 
1985: Hein Vergeer · 
1986: Hein Vergeer · 
1987: Nikolaj Goeljajev · 
1988: Tomas Gustafson · 
1989: Leo Visser · 
1990: Bart Veldkamp · 
1991: Johann Olav Koss · 
1992: Falko Zandstra · 
1993: Falko Zandstra · 
1994: Rintje Ritsma · 
1995: Rintje Ritsma · 
1996: Rintje Ritsma · 
1997: Ids Postma · 
1998: Rintje Ritsma · 
1999: Rintje Ritsma · 
2000: Rintje Ritsma · 
2001: Dmitri Sjepel · 
2002: Jochem Uytdehaage · 
2003: Gianni Romme · 
2004: Mark Tuitert · 
2005: Jochem Uytdehaage · 
2006: Enrico Fabris · 
2007: Sven Kramer · 
2008: Sven Kramer · 
2009: Sven Kramer · 
2010: Sven Kramer · 
2011: Ivan Skobrev · 
2012: Sven Kramer · 
2013: Sven Kramer · 
2014: Jan Blokhuijsen · 
2015: Sven Kramer · 
2016: Sven Kramer · 
2017: Sven Kramer · 
2019: Sven Kramer · 
2021: Patrick Roest · 
2023: Patrick Roest · 
2025: Sander Eitrem